# Pegomya atricauda
Pegomya atricauda är en tvåvingeart som först beskrevs av Ringdahl 1944.  Pegomya atricauda ingår i släktet Pegomya och familjen blomsterflugor. Arten är reproducerande i Sverige. Inga underarter finns listade i Catalogue of Life.